# Clinocera olivacea
Clinocera olivacea är en tvåvingeart som beskrevs av Axel Leonard Melander 1927. Clinocera olivacea ingår i släktet Clinocera och familjen dansflugor.
Artens utbredningsområde är Alaska. Inga underarter finns listade i Catalogue of Life.